# Lacul Jackson (Wyoming)

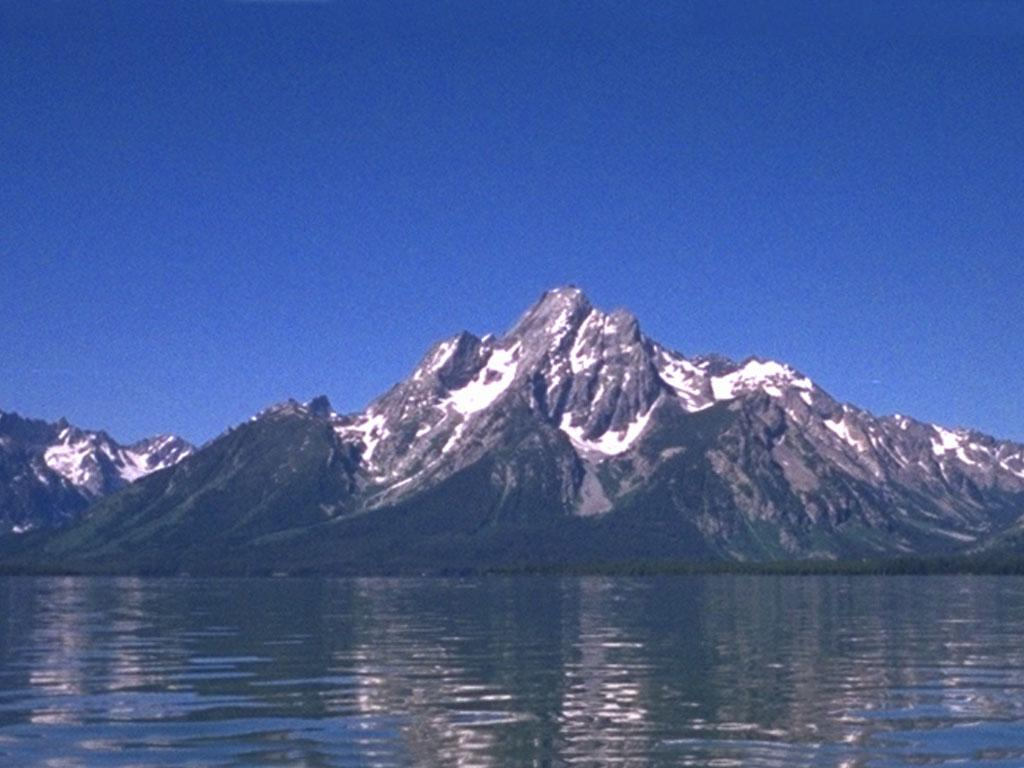
Lacul Jackson

Lacul Jackson (Jackson Lake), aflat în statul american Wyoming, are o suprafață de 103.4 km², fiind cel mai mare lac din Parcul Național Grand-Teton din munții Teton Range din statul Wyoming, SUA. Lacul se află altitudinea de 2064 m deasupra n.m., având adâncimea maximă de 134 m, o lungime de 25 km și  lățimea medie de 11,25 km.
Alimentarea cu apă a lacului este realizată de Snake River. In anul 1911 lacul a fost lărgit de om. In apa lacului trăiește păstrăvul de munte, păstrăvul de lac, lostrița și  știuca. Cele trei insule  din lac sunt: „Elk Island”, „Donoho Poin”t și „Badger Island”.